# 基因工程药物
基因工程药物就是利用微生物、动物细胞、植物细胞生产出的药物。
像这样的药物绝大多数都属于蛋白质药物。要想让微生物产生需要的药物必须对其进行基因重组。
这是现代基因工程在实际中的应用。基因工程药物的种类有：胰岛素、单克隆抗体、荷尔蒙、干扰素、白细胞介素、组织型纤溶酶原激活因子、红细胞生成素、集落刺激因子。